# Грегорио Пернија
Грегорио Пернија (шп. Gregorio Pernía) колумбијски је глумац.

## Филмографија
| Година:   | Српски назив: | Оригинални назив: | Улога:                             | Жанр:      |
| --------- | ------------- | ----------------- | ---------------------------------- | ---------- |
| 2013.     | /             |                   | Фидел Кастањо                      | ТВ серија  |
| 2012.     | /             |                   | Хавијер Фалкон дел Торо Ел Вердуго | теленовела |
| 2011.     | /             |                   | Маријано                           | теленовела |
| 2010.     | /             |                   | Мани Монсалве                      | теленовела |
| 2009.     | /             |                   | Виктор Гарсија                     | теленовела |
| 2008-2009 | Спонзоруше    |                   | Аурелио Тити Харамиљо              | теленовела |
| 2006.     | /             |                   | Мануел Колосо де Халиско           | теленовела |
| 2004.     | /             |                   | Примитиво                          | теленовела |
| 2002.     | /             |                   | Мигел Абрил / Емилијо Луна         | теленовела |
| 2001.     | /             |                   | Хосе Луис Пепе Гриљо Умања         | теленовела |
| 1998.     | /             |                   | Федерико Суарес Каиседо            | теленовела |
| 1997.     | Сузе и љубав  |                   | Анибал                             | теленовела |
| 1995.     | /             |                   | Висенте Маркез                     | теленовела |